# Ф. М. Бъзби
Ф. М. Бъзби (на английски: F. M. Busby) е американски писател на произведения в жанра научна фантастика и фентъзи.

## Биография и творчество
Франсис Марион Бъзби (Ф. М. Бъзби) е роден на 11 март 1921 г. в Индианаполис, Индиана, САЩ. През 1931 г. семейството му се установява в Колфакс, щата Вашингтон, където завършва гимназия. Следва във Вашингтонския щатски колеж известно време, докато не се присъединява към Националната гвардия. Впоследствие е освободен и се връща в колежа. На 23 юли 1943 г. се записва в американската армия в Спокан. По време на Втората световна война служи като част от комуникационната система на Аляска, назначена на остров Амчитка. В края на войната той е уволнен от армията, връща се в колежа и се дипломира като инженер. След дипломирането си работи като цивилен отново в комуникационната система на Аляска в Сиатъл до 1971 г., когато се пенсионира преждевременно от компанията.
През 1954 г. се жени за Елинор Дуб, която също е автор на научна фантастика. Имат една дъщеря. Заедно със съпругата си и други издават списание за фенове, наречено „Плачът на безименните“, което печели наградата „Хюго“ за най-добър фензин през 1960 г., а Елинор става първата жена, спечелила награда „Хюго“.
В периода 1974 – 1976 г. е е вицепрезидент на Асоциацията на писателите на научна фантастика и фентъзи на Америка. На 50-годишна възраст става автор на научна фантастика на свободна практика. Написал е 19 публикувани романа и множество разкази в периода 1973 – 1996 г. Поради промени в издателската индустрия, през 1996 г. прекратява писателската си кариера.
Ф. М. Бъзби умира на 17 февруари 2005 г. в Сиатъл.

## Произведения

### Самостоятелни романи
- All These Earths (1978)[1][2][3]
- Zelde M'Tana (1980)
- Getting Home (1987)
- The Breeds of Man (1988)
- The Singularity Project (1993)
- Islands of Tomorrow (1994)

### Поредица „Дему“ (Demu)
1. Cage a Man (1974)[1][2][3]
2. The Proud Enemy (1975)

### Поредица „Риса Кергелен“ (Rissa Kerguelen)
1. Rissa Kerguelen (1976)[1][2][3]
2. Rissa and Tregare (1984)
3. The Long View (1976)

### Поредица „Династия Холцайн“ (Holzein Dynasty)
1. The Star Rebel (1984)[1][2]
2. The Alien Debt (1984)
3. Rebel's Quest (1984)
4. Rebel's Seed (1986)

### Поредица „Бавен товар“ (Slow Freight)
1. Slow Freight (1991)[2]
2. Arrow from Earth (1995)
3. The Triad Worlds (1996)

### Разкази
частично представяне
- A Gun for Grandfather (1957)[2]
- Of Mice and Otis (1972)
- The Puiss of Krrlik (1972)
- Proof (1972)
Доказателство, фен-прев. Деница Минчева
- The Real World (1972)
- Tell Me All About Yourself (1973)
- Once Upon a Unicorn (1973)
- Road Map (1973)
- Three Tinks on the House (1973)
- 2000½: A Spaced Oddity (1973)
- If This Is Winnetka, You Must Be Judy (1974)
- I'm Going to Get You (1974)
- Getting Home (1974)
- Time of Need (1974)
- Retroflex (1974)
- Misconception (1975)
- The Signing of Tulip (1975)
- Advantage (1975)
- The Learning of Eeshta (1980)
- The Absence of Tom Leone (1987)
- Tundra Moss (1991)